# Stephenia rhodesiana
Stephenia rhodesiana is een vlinder uit de familie van de Nymphalidae. De wetenschappelijke naam van deze soort is voor het eerst voorgesteld, als Acraea rhodesiana, door Fritz Ludwig Otto Wichgraf in een publicatie uit 1909.

## Verspreiding
De soort komt voor in de bladverliezende bossen van Congo-Kinshasa (Opper-Lomami), West-Tanzania en Noord- en Midden-Zambia.

## Waardplanten
De rups leeft op Adenia goetzei Harms (Passifloraceae).